# 충청남도 의용소방대
충청남도 의용소방대(忠淸南道 義勇消防隊)는 소방본부장 또는 소방서장이 관장하는 소방업무를 보조하기 위하여 충청남도에 설치된 민간 소방조직이다.

## 연혁
- 1906년  2월 개항지에 의용소방 조직(사설)
- 1915년  6월 소방조 규칙 제정•공포(조선총독부령 제65조)
- 1928년 12월 재단법인 조선소방협회 설립
- 1945년 10월 충남도에서 천안의용소방대 최초 발대
- 1952년  8월 방공단 규칙 제정(대통령령 제681호)
- 1953년  7월 민병대 조직 방공단, 청년단체 해산
- 1954년  1월 지역별 의용소방대 설치
- 1958년  3월 소방법 제정시 의용소방대 설치 근거 마련
- 1963년  1월 지역별 의용소방대 설치
- 1969년  4월 시도 의용소방대 보수지급 조례 준칙 시달
- 1975년 12월 의용소방대 유급 상비대원제 폐지
- 1975년 12월 의용소방대 설치 조례 준칙 시달
- 1992년  1월 충청남도 의용소방대 설치 조례 제정
- 1992년  1월 충청남도 의용소방대원 자녀장학금 지급 조례 제정
- 2008년  9월 충청남도 의용소방대 설치 조례 전부개정(임용•설치권 도 일원화, 전문•전담의용소방대 근거 마련)
- 2014년  1월 의용소방대 설치 및 운영에 관한 법률 제정

## 의용소방대의 역할
- 소방력 지원: 부족한 정규 소방력을 도와 지역 안전 확보
- 자원봉사: 장애인, 독거노인 등 소외계층 사회안전망 구축
- 안전문화확산: 민간 중심의 자발적 안전문화 의식 선도

## 역대 충청남도 의용소방대 연합회장•여성회장

### 연합회장
| 대수   | 성명   | 재임기간                | 비고  |
| ------ | ------ | ----------------------- | ----- |
| 제1대  | 김종성 | 1991.03.01.~1993.04.06. | 2년   |
| 제2대  | 이회운 | 1993.04.07.~1995.04.06. | 2년   |
| 제3대  | 나성준 | 1995.04.07.~1997.04.06. | 2년   |
| 제4대  | 인목환 | 1997.04.07.~1999.04.08. | 2년   |
| 제5대  | 인목환 | 1999.04.09.~2001.02.09. | 2년   |
| 제6대  | 최길재 | 2001.02.10.~2004.03.09. | 3년   |
| 제7대  | 최길재 | 2004.03.10.~2007.03.28. | 3년   |
| 제8대  | 김용봉 | 2007.03.29.~2008.06.08. | 1년   |
| 제9대  | 황태성 | 2008.06.09.~2011.07.04. | 3년   |
| 제10대 | 류재남 | 2011.07.05.~2013.12.05. | 2.5년 |
| 제11대 | 이호명 | 2013.12.06.~2016.12.31. | 3년   |
| 제12대 | 강창환 | 2017.01.01.~2017.06.30. | 3년   |
| 제13대 | 이경호 | 2017.07.01.~현재        |       |

### 여성회장
| 대수  | 성명   | 재임기간                | 비고 |
| ----- | ------ | ----------------------- | ---- |
| 제1대 | 강경숙 | 1999.03.03.~2001.03.02. | 2년  |
| 제2대 | 강경숙 | 2001.03.03.~2003.03.02. | 2년  |
| 제3대 | 강경숙 | 2003.03.03.~2005.03.15. | 2년  |
| 제4대 | 황교연 | 2005.03.16.~2008.06.08. | 3년  |
| 제5대 | 황종찬 | 2008.06.09.~2009.06.16. | 1년  |
| 제6대 | 신영애 | 2009.06.17.~2012.06.16. | 3년  |
| 제7대 | 신영애 | 2012.06.17.~2015.06.30. | 3년  |
| 제8대 | 황정옥 | 2015.07.01.~2018.06.30. | 3년  |
| 제9대 | 황정옥 | 2018.07.01.~현재        |      |

## 충청남도 의용소방대 정•현원 현황
| 구분           | 대수 | 정원   | 현원  |
| -------------- | ---- | ------ | ----- |
| 계             | 370  | 10,387 | 8,616 |
| 천안동남소방서 | 22   | 610    | 482   |
| 천안서북소방서 | 16   | 530    | 466   |
| 공주소방서     | 22   | 630    | 506   |
| 보령소방서     | 35   | 900    | 775   |
| 아산소방서     | 25   | 730    | 537   |
| 서산소방서     | 21   | 610    | 552   |
| 논산소방서     | 24   | 750    | 560   |
| 계룡소방서     | 4    | 140    | 128   |
| 당진소방서     | 26   | 760    | 667   |
| 금산소방서     | 24   | 620    | 491   |
| 부여소방서     | 35   | 900    | 838   |
| 서천소방서     | 27   | 750    | 624   |
| 청양소방서     | 21   | 560    | 442   |
| 홍성소방서     | 24   | 670    | 479   |
| 예산소방서     | 28   | 747    | 743   |
| 태안소방서     | 16   | 480    | 464   |

## 관련 법규
- 의용소방대 설치 및 운영에 관한 법률
- 의용소방대 설치 및 운영에 관한 법률 시행규칙
- 의용소방대원 복제 세칙
- 충청남도 의용소방대 설치 조례
- 충청남도 의용소방대 설치 조례 시행규칙
- 충청남도 의용소방대원 자녀장학금 지급 조례
- 충청남도 의용소방대원 자녀장학금 지급 조례 시행규칙